# Вільямайор (Саламанка)
Вільямайор (ісп. Villamayor) — муніципалітет в Іспанії, у складі автономної спільноти Кастилія-і-Леон, у провінції Саламанка. Населення — 7402 осіб (2022).
Муніципалітет розташований на відстані близько 180 км на захід від Мадрида, 4 км на північний захід від Саламанки.
На території муніципалітету розташовані такі населені пункти: (дані про населення за 2010 рік)
- Вільямайор: 3634 особи
- Лос-Аламос: 27 осіб
- Лос-Альмендрос: 536 осіб
- Лас-Кантерас: 924 особи
- Ель-Пахарон: 58 осіб
- Лос-Росалес: 83 особи
- Лас-Акасіас: 71 особа
- Лос-Парамос: 162 особи
- Анантапур: 231 особа
- Вега-де-Саламанка: 731 особа

## Демографія
Динаміка населення (INE ):

## Зовнішні посилання
- Провінційна рада Саламанки: індекс муніципалітетів [Архівовано 23 квітня 2009 у Wayback Machine.]
- Посилання на Google Maps